# Улица Сезам
«Улица Сезам» (англ. Sesame Street) — международная детская телевизионная образовательная программа, в которой сочетаются живая игра актёров, комедийные скетчи, анимация, документальные видеосюжеты и кукольный театр. Впервые вышла в эфир крупнейшей американской некоммерческой сети PBS 10 ноября 1969 года. С 16 января 2016 года выходит на канале HBO. С октября 2019 года было также принято решение о выходе шоу на стриминговом сервисе HBO Max.
«Улица Сезам» была основана в 1969 году, чтобы дать детям из неблагополучных семей те же возможности в образовании, что даются детям в семьях из среднего класса. Сегодня шоу пользуется популярностью среди детей и семей из всех слоёв общества, но конечная цель остается той же, а именно: решение образовательных потребностей детей через мощное сочетание СМИ и Маппет-шоу. «Улица Сезам», помимо собственных эпизодов, выпускает многочисленные информационно-просветительские программы, направленные на наиболее уязвимые общины мира.
На сегодняшний день действующие локальные версии «Улицы Сезам» представлены в таких странах, как Афганистан, Австралия, Бангладеш, Бразилия («Vila Sésamo»), Китай, Колумбия, Дания, Египет, Германия («Sesamstrasse»), Индия («Галли-Галли Сим-Сим»), Индонезия, Израиль («Rechov Sumsum»), Япония, Иордания («Хикайят Сим-Сим»), Мексика («Plaza Sésamo»), Нидерланды («Sesamstraat»), Нигерия, Северная Ирландия, Пакистан, Палестина, Россия, Южная Африка (Намибия, Ботсвана, Лесото, Свазиленд — «Такалани Сезам»), Испания, Танзания и США. Всего же передачу смотрят более чем в 140 странах мира.
«Улица Сезам» — наиболее длинный сериал для детей, делающий выпуски каждый год, за всю историю телевидения. Sesame Workshop имеет более 1000 лицензиатов, которые создают и продают продукты «Улицы Сезам» по всему миру.

## История[10][12]
После долгих поисков броского названия один из создателей сериала наконец предложил вариант «Улица Сезам»: «Сезам» — намёк на фразу из арабской сказки, в которой Али-Баба открывает пещеру словами: «Сезам, откройся!». Это название оказалось идеальным, поскольку многие эпизоды были сняты прямо на улицах Нью-Йорка. Позже был снят отдельный эпизод, пародирующий сказку об Али-Бабе и сорока разбойниках. В эпизоде участвовал Лягушонок Кермит.
1969 — The Muppets™ и Джим Хенсон заключили контракт. Премьера «Улицы Сезам» состоялась 10 ноября на канале NET (предшественнике PBS) и нескольких коммерческих каналах, включая WPIX в Нью-Йорке. Джеймс Эрл Джонс стал первой знаменитостью, приглашённой в шоу.

### 1970-е годы
1970 — Большая Птица появилась на обложке «Таймс». «Улица Сезам» получает премию Джорджа Фостера Пибоди, 3 «Эмми» и премию «Prix Jeunesse». Премию «Эмми» получает первый альбом «Улицы Сезам» (Columbia Records). «Children’s Television Workshop» открывает филиалы по всей стране. «Улица Сезам» совершает турне по 14 городам США. Выходит первый выпуск журнала «Улица Сезам».
1971 — «Улица Сезам» начинает обучение иностранному языку вместе с Льюисом и Марией в их «Fix-It Shop». Состоялся дебют маппета Snuffleupagus, который учит родителей тому, как важно поощрять детей в их начинаниях.

Логотип «Улицы Сезам» в Мексике

1972 — Дебют Графа фон Знака. Линда Бове, одна из основателей Национального Театра глухих, учит детей языку жестов. Первые международные выпуски — совместное производство с «Vila Sésamo» в Бразилии, а также «Plaza Sésamo» в Мексике (дебют попугая Аберладо, который любит решать проблемы и узнавать что-то новое). «Plaza Sésamo» делает акцент на грамотности, различиях и равенстве полов.
1973 — «Sesamstrasse» в Германии подчеркивает важность творческой игры, уважения себя и окружающих и оценки различных условий. Дебют «Улицы Сезам» в Канаде («Sesame Street»). Новые маппеты — Биф и Салли, строители, объясняют детям достаточно сложные вещи простыми словами.
1974 — «Улица Сезам» транслируется по 250 американским телеканалам и в 41 стране по всему миру. Джеральд Лессер, образовательный консультант из Гарварда, публикует исследование под заголовком «Дети и телевидение: Уроки Улицы Сезам» (Children and Television: Lessons from Sesame Street). «Улица Сезам» впервые участвует в Macy’s Thanksgiving Day Parade.
1975 — Смитсоновский институт представляет Берта и Эрни.
1976 — «Sesamstraat» в Нидерландах даёт важные эмоциональные и социальные уроки для голландских детей. Маппет Оливия, фотограф, становится новым образцом для подражания девочек.
1977  — Шар в виде Лягушонка Кермита участвует в Macy’s Thanksgiving Day Parade. «Улица Сезам» отправляется на Гавайи, чтобы помочь местным детям разобраться в различиях и разнообразии среди людей.
1978 — Появляется маппет Собака Баркли. На 10-й улице основан центр «Улицы Сезам» для детей заключённых в тюрьме Киркланд (Южная Каролина). Мария посещает семью в Пуэрто-Рико (где было отснято 6 эпизодов). Дети узнают о этническом разнообразии, глухоте и языке жестов, стоматологической помощи и физических упражнениях. В подкасте о науке задаются вопросы: «Живой или неживой?», «Что внутри?». Большая Птица посещает Белый Дом (каникулярный приём для детей дипломатов). «Rue Sésame» (Франция) обращает внимание детей на поэзию, живопись и музыку.
1979 — Лягушонок Кермит посещает The Tonight Show. «Iftah Ya Simsim» (Кувейт) рассказывает детям о культурных традициях, истории и мифах. В Испании дебютируют «Barrio Sésamo» (кастильский) и «Barri Sèsam» (каталанский).

### 1980-е годы
1980 — Неподалёку от Филадельфии открывается тематический парк «Улицы Сезам». Организовано турне «Sesame Street Live!».
1981 — Введено обучение поведению в школе (соблюдение очереди, поднятие рук), детям объясняется роль учителя и структура учебного дня. Дети учатся распознавать ритм, темп и звуковые образы.
1982 — «Улица Сезам», используя рассказы, стихи, письма и газетные статьи, учит детей тому, что чтение — это познавательно и интересно.
1983 — Со смертью Уилла Ли, игравшего мистера Хупера, «Улица Сезам» сталкивается с тем, что дети должны научиться понимать и принимать смерть близких людей. Программа выигрывает премию «Эмми». Большая Птица посещает Китай. «Rechov Sumsum» (Израиль) обучает детей израильским традициям и обычаям повседневной жизни. Дебют «Sesame!» на Филиппинах.
1984 — Новые маппеты — 3-летний малыш Элмо и вечно волнующийся монстр Телли.
1985 — Сьюзан и Гордон усыновляют Майлза (который в реальной жизни является сыном Гордона). В кинотеатрах выходит «Sesame Street Presents: Follow that Bird».
1986 — Дети учатся считать до сорока, узнают о концепции нуля, сложении и вычитании чисел больше 10.
1987 — Сестрёнка Снаффи, маппет Элис, и подросток Джина приходят на «Улицу Сезам».
1988 — Мария и Льюис женятся. Большая Птица впервые появляется на Macy’s Thanksgiving Day Parade.
1989 — У Марии и Льюиса рождается дочь Габриэлла. Японский студент-художник Хироши приходит на «Улицу Сезам», представляя для детей культуру другого народа. Дебют «Rua Sésamo» (Португалия) и «Susam Sokagi» (Турция).

### 1990-е годы
1990 — Джина переходит в среднюю школу, Майлз идет в детский сад, а с Габриэллой днём сидит няня. Первая леди США Барбара Буш читает на «Улице Сезам» книгу «Peter’s Chair».
1991 — Запускается Sesame Street Preschool Education Program (PEP), помогающая детям подготовиться к школе. Маппет латиноамериканского происхождения Росита присоединяется к шоу. В своей речи она часто перемешивает испанские и английские слова. Дебют «Sesam Stasjon» (Норвегия).
1992 — «Улица Сезам» посещает поселения индейцев. Исследования показали, что 92 % белых, латино- и афроамериканских дошкольников, живущих за чертой бедности, смотрели «Улицу Сезам».
1993 — «Улица Сезам» учит детей правилам дорожного движения. Новый персонажи — Рути (Рут Буцци); Ангела и Джамал (а также их ребёнок Кайла); дети Натан, Тара и Карло. Новый маппет — трёхлетняя Зои.
1994 — Первая леди США Хиллари Клинтон обсуждает здоровые привычки с Большой Птицей и Роситой во время визита на «Улицу Сезам». Большая Птица получает звезду на Аллее славы в Голливуде.
1995 — «Улица Сезам» транслируется в более чем 120 странах мира.
1996 — Росита, Бетти-Лу и Зои открывают клуб «Girls, Girls, Girls». Дебют «Ulica Sezamkowa» (Польша), «Sesame Park» (Канада), «Улица Сезам» (Россия).
1997 — Сьюзен и Гордон вспоминают усыновление Майлза 11 лет назад.
1998 — Дебют «Мира Элмо» («Elmo’s World») на «Улице Сезам». Дебют «Shara’a Simsim» (Палестина). Израильская и палестинская версии шоу выиграли Japan Foundation President’s Prize. Дебют «Zhima Jie» (Шанхай, Китай), акцентирующей внимание на эстетике и живописи.
1999 — В кинотеатрах выходит фильм «The Adventures of Elmo in Grouchland» (в России он известен под названием «Приключения Элмо» или же под дословным переводом «Приключения Элмо в Грязеландии»). «Улица Сезам» выигрывает 75-ю «Эмми». Большая Птица появляется на почтовой марке США. Первый выпуск каналом «FOX» «CinderElmo».

### 2000-е годы
2000 — Children’s Television Workshop меняет название на Sesame Workshop. Дебют «Takalani Sesame» (Южная Африка) на радио и телевидении. Начинает свою работу сайт SesameStreet.com, представительство передачи в Интернете.
2001 — Гнездо Большой Птицы разрушается во время урагана: через эту историю дети узнают о том, как справиться с потерей близких. Исследование, проведённое Канзасским университетом, показало, что при регулярном просмотре «Улицы Сезам» подготовка детей к школе значительно улучшается. Запуск интернет-трансляции Sesame Street Music Works как подтверждение важности музыки в развитии ребёнка. Шар с Большой Птицей появляется на 75-м Macy*s Thanksgiving Day Parade. Дебют «Alam Simsim» (Египет).
2002 — Создано 4 эпизода, посвящённых событиям 11 сентября 2001 года. В передаче появились новые подкасты «Путешествие с Эрни» («Journey to Ernie») и «Испанское слово дня» («The Spanish Word of the Day»). Выпущен 4000-й эпизод. Песня «Elmo and the Orchestra» получила премию «Эмми». В южноафриканской версии сериала появляется маппет Ками.
2003 — Новые подкасты шоу — «Global Thingy» и «Global Grover» помогают детям изучить окружающий их мир. Первая леди Лора Буш читает книгу «Wubba Wubba Woo». Выпущен CD «Песни с Улицы [Сезам]: 35 лет музыки» («Songs from the Street: 35 Years of Music»). Проект «You Can Ask!» создан, чтобы помогать детям справляться с травмами и стрессовыми ситуациями. «Sesame Stories», транслирующиеся в Израиле, Палестине и Иордании, призваны научить уважению и пониманию.
2004 — На PBS транслируется 35-й сезон сериала. Новый подкаст — «Здоровые привычки для жизни» («Healthy Habits for Life»); в южноафриканской версии выходит «Поговори со мной…» («Talk to me…»), где о ВИЧ/СПИДе рассказывается в доступной для детского восприятия форме. Состоялся дебют передачи в Косово: «Rruga Sesam» (албанский) и «Ulica Sezam» (сербский).
2005 — «Улица Сезам» выигрывает 101-ю премию «Эмми», устанавливая рекорд в книге Гиннесса, как самый многократный обладатель премии «Эмми» в истории телевидения. «Поговори со мной…» также получает многочисленные премии. Премьера «Rue Sésame» (Франция, возобновление), «Sisimpur» (Бангладеш), трансляция «Alam Simsim» в Ливане и ОАЭ, дебют «Sabai Sabai Sesame» (Камбоджа).
2006 — Дебют «Galli Galli Sim Sim» (Индия, в первом сезоне шоу посетила Первая леди США Лора Буш). Выпуск DVD «Sesame Beginnings» для малышей от двух лет. Новый маппет — Эбби Кадабби, единственная новая девочка-маппет в США за последние 13 лет. Джина усыновляет ребёнка из Гватемалы. Новый подкаст: «Talk, Listen, Connect: Helping Families During Military Deployment».
2007 — Дебют «Hikayat Simsim» (Иордания). Целую неделю «Улица Сезам» занимала первое место в списке подкастов на iTunes.
2008 — Дебют «Jalan Sesama» (Индонезия), «Sesame Tree» (Северная Ирландия). Новые подкасты — «Talk, Listen, Connect: Deployments, Homecomings, Changes», «Let’s Get Ready! Planning Together for Emergencies», «One World, One Sky: Big Bird’s Adventure» (планетарий).
2009 — Выпуск «Coming Home: Military Families Cope with Change», «Sesame Street Presents: The Adventures of Kami and Big Bird», «Sesame Street Family Connections». Дебют «SESAMGADE» (Дания). «Улица Сезам» получает 122-ю премию «Эмми» и празднует своё 40-летие. На момент окончания 40 сезона было отснято 4212 эпизодов «Улицы Сезам», а за означенный период времени «Джим Хенсон Компани» сшила для «Улицы Сезам» более, чем 5 тысяч маппетов. Оператор Фрэнки Биандо работал на съёмках «Улицы Сезам», начиная с первого сезона, и продолжает работу на передаче по сей день — на камере «1». Фрэн Брилл, актриса театра и кино, была первой женщиной-кукловодом, работающей на «Улице Сезам». Легендарные кукловоды Фрэнк Оз и Джим Хенсон тренировали её лично. Кэрол-Линн Пэрент начала свою карьеру в Sesame Workshop в качестве ассистента. В настоящее время она — один из исполнительных продюсеров «Улицы Сезам».

### 2010-е годы
2015 — 13 августа было заключено соглашение на пять лет между Sesame Workshop (занимается производством «Улица Сезам») и HBO. Согласно этому договору, начиная с 46 сезона, «Улица Сезам» будет выходить на канале HBO (премьера назначена на 16 января 2016 года). Соглашение также даёт HBO эксклюзивные права на прошлые и будущие эпизоды на HBO Go и HBO Now.

## Персонажи

#### Персонажи международной версии (США)
Основная статья: Полный список персонажей Улицы Сезам
| Персонаж                                         | Актёр-кукловод | Описание | Портрет |
| ------------------------------------------------ | --- | --- | ------- |
| Большая Птица (англ. Big Bird)                   | Кэролл Спинни (с 1969), Мэтт Фогель (дублёр) | Большая жёлтая птица с оранжевыми лапами. Высота куклы — 8 футов 2 дюйма. Большая птица имеет немного размытое и наивное представление о мире (соответствует 6-летнему ребёнку, ставящему под сомнение всё) и проживает в большом гнезде рядом с Улицей Сезам, домом 123. Это был первый маппет, созданный для шоу. Большая Птица разработана в 1968 году Джимом Хенсоном и сшита Кермит Лав и Доном Салином. Кукла покрыта более чем 6 тысячами окрашенных перьев различных птиц. В 1994 году получила звезду на Аллее славы в Голливуде.             |         |
| Влас и Еник / Берт и Эрни (англ. Bert and Ernie) | Влас (Берт): Фрэнк Оз (с 1969), Эрик Джейкобсон (с 1997); Еник (Эрни): Джим Хенсон (1969—1990), Стив Уитмайр (c 1993)                                 | Влас — маппет желтого цвета с вытянутой головой, оранжевым носом, чёрными волосами и одной бровью. Еник — маппет оранжевого цвета, с красным носом и чёрными волосами, ростом ниже Власа. Еник — единственный маппет в шоу со «встроенной» улыбкой. Влас обычно носит пуловер в вертикальную полоску, а Еник — в горизонтальную. У них довольно разные характеры, однако это не мешает им оставаться лучшими друзьями и жить в одном доме. Маппеты были разработаны Джимом Хенсоном и сшиты Доном Салином.                                             |         |
| Граф фон Знак (англ. Count von Count)            | Джерри Нельсон (1972—2012), Мэтт Фогель (c 2013) | Маппет-вампир, одержимый страстью к счёту. У него бледно-розовая кожа, уши летучей мыши, красный язык и острые клыки. Знак носит чёрный плоский парик и длинную чёрную мантию, тем самым, несколько напоминая графа Дракулу. Протяжный зловещий смех стал визитной карточкой этого маппета. |         |
| Гровер (англ. Grover)                            | Фрэнк Оз (1969—2002), Эрик Джейкобсон (с 2002), Джим Хенсон (дублировал в эпизоде #57)                                                                | Создатели описывают его как «маппет, которым мы все хотели бы быть — уверенный в себе, пушистый, милый, способный и умный. Ну, или по крайней мере, уверенный в себе, пушистый и милый». |         |
| Лягушонок Кермит (англ. Kermit the Frog)         | Джим Хенсон (1955—1990), Стив Уитмайр (с 1990) | Маппет-лягушонок зелёного цвета. Один из первых маппетов, спроектированный и сшитый Джимом Хенсоном. Его называют смешным, ироничным и временами единственным разумным голосом на фоне общего безумия; а также — мрачноватой кукольной лягушкой, ведущей себя как истинный джентльмен. |         |
| Коржик (англ. Cookie Monster)                    | Фрэнк Оз (1969—2001), Давид Рудман (с 2001), Кэролл Спинни (дублёр в эпизоде #89)                                                                     | Относительно большой синий лохматый монстр с глазами навыкате (у куклы используются вращающиеся глазные имитаторы с бегающими зрачками) и без какого-либо носа; разработан Джимом Хенсоном и сшит Доном Салином. Он глубоко эмоционально и физически привязан к печенью. Любимая фраза: «Печенье!» («Cookies!»). Раньше имел заострённые зубы. Это — единственная кукла в шоу, имеющая пять пальцев (у всех остальных на одной руке их только четыре).                                                                                                 |         |
| Оскар (англ. Oscar the Grouch)                   | Кэролл Спинни (c 1969) | Лохматый монстр, живущий в мусорном ведре недалеко от Улицы Сезам, д. 123. Абсолютный пессимист; имеет слабость к червячку Слими (в переводе с английского — Слизень). В первом сезоне был оранжевого цвета, однако быстро сменил его на зелёный. Оскар даёт детям «возможность поворчать и высказать различные точки зрения». В 1969 году он был также ворчлив, как и сегодня: его первыми словами на шоу были: «Не стучи по моей мусорке! Проваливай!». Один из первых маппетов шоу; разработан Джимом Хенсоном и первоначально сшит Джоном Лавлэди. |         |
| Элмо (англ. Elmo)                                | Брайан Мюэл (1979—1984), Ричард Хант (1984—1985), Кевин Клэш (1985—2012), Питер Линц (в «Sesame Street Spaghetti Space Chase»), Райан Диллон (с 2013) | Красный пушистый монстр с жёлтым носом. Создан в 1979 году; разработан Кэроли Уилкокс. Впервые появившись на сцене в 1984 году, Элмо не имел какого-либо имени. Сегодня, 30 лет спустя, этому монстру все еще три с половиной года от роду. |         |
| Эбби Кадабби (англ. Abby Cadabby)                | Лесли Каррара-Рудольф | Это 3-летняя крылатая фея, носящая платье и имеющая свою точку зрения на многие вещи. Разработана Эд Кристи и сшита Ролли Кривсон. Маппет был введен в шоу в 2006 году, главным образом, для того, чтобы пополнить число женских персонажей. До появления Эбби новых женских персонажей не было уже 13 лет. |         |

У некоторых персонажей есть кукловоды-дублёры, но по большей части куклой управляет только один актёр.

#### Персонажи локальных версий по всему миру
Помимо переведенных выпусков оригинальной «Улицы Сезам» (США), локальные версии программы создают собственные выпуски, проблематика которых актуальна для их страны. В этих версиях выступают свои, уникальные маппеты, такие, как:
- Хоха (Khokha) — яркая, харизматичная 4-летняя девочка-маппет, образец для подражания девочек в Египте. Она учит тому, что девочки, когда вырастут, могут стать врачами, юристами и даже астронавтами, если захотят.
- Ками (Kami) — ВИЧ-инфицированная девочка-маппет в «Улице Сезам» Южной Африки.
- Абелардо (Abelardo) — попугай из Мексики, любит решать проблемы и узнавать что-то новое.

#### Персонажи, участвующие только в русской версии
- Зелибоба (первые 3 сезона роль Зелибобы играл Станислав Климушкин, в четвёртом — Борис Смелянец) — городской дворовой, дух-покровитель двора, внешне слегка напоминающий лохматого пса. Его синяя пушистая шкура похожа на длинную мантию со шлейфом и рукавами, из-под которой виднеются золотистые руки и ноги, а одет он в разноцветный галстук и белые кроссовки. Дом Зелибобы — гигантский дуб около детской площадки. Его день рождения — 19 апреля.

Зелибоба — полная противоположность дворовым из деревенских преданий: это дух-весельчак, любознательный и доверчивый, слегка неуклюжий и очень добрый. Он обладает исключительным нюхом и может чуять не только запахи, но и погоду, музыку, настроение. Кроме того, синий дворовой любит разыгрывать друзей (например — переодеться иностранным туристом, как в одной из серий), удивлять их (например, найдя чью-то потерянную игрушку), петь, строить бумажные самолётики (что особенно часто обыгрывалось в первом и втором сезонах) и коллекционировать галстуки.
Дизайнер персонажей для русской версии, Эд Кристи, изначально задумывал Зелибобу как лешего, цвета его шубы — как зелёные и коричневые, наподобие лесной листвы и опавших листьев, а рукава и шлейф — как неотъемлемую часть анатомии духа (хотя у некоторых моделей игрушек шуба снимается).  После согласования с русскими продюсерами цвет шерсти Зелибобы поменяли на синий, как более «абстрактный» и больше ассоциирующийся с духами. Кроме того, на его шубе (также по задумке дизайнера) имелся карман у левого бедра, который перед съёмками по неизвестной причине убрали.
- Бусинка (Елена Трещинская) — девочка-монстр ярко-малинового цвета со множеством косичек. Любит наряжаться (особенную страсть питает к бантам), танцевать или просто слушать музыку, а также есть морковку. День рождения Бусинки — 30 сентября. В четвёртом сезоне «Улицы Сезам» Бусинка стала ведущей нового короткого сюжета — выставки детских рисунков в конце каждой из серий.
- Кубик (с первого по третий сезон роль Кубика играли Андрей Кузичёв и Владислав Лысов, в четвёртом сезоне — Сергей Шабаев и Владимир Доронин) — ярко-оранжевый монстр с тёмно-красными волосами. Его «конёк» — изобретения, от странных и необычных (вроде «хрюнделя» или «фигли-мигли с мотором», о которых упоминалось во втором сезоне) до всем знакомых — таких, как велосипед. Даже над самой простой проблемой Кубик может долго размышлять[17]; возможно, поэтому его любимая поговорка — «если вдуматься…». Его день рождения — 20 июня.
- Тётя Даша (Мария Аронова) — дворничиха.
- Девочка Катя (Катя Михайловская (1996—1997), Лена Кудинова (1998—2000), Кристина Загоруля (2003—2004)
- Мама Кати, Нина (Екатерина Стриженова)[18]
- Папа Кати (Александр Лырчиков)
- Почтальон (Алексей Войтюк, позже — Евгений Данчевский)
- Девочка Лена (Альбина Дунайкина, 2003—2004)
- Тётя Полина (Наталья Гвоздикова, 2003—2004)
- Продавщица (Валентина Березуцкая, 2003—2004)
- Дядя Коля (Михаил Васьков, 2003—2004)
- Мальчик Ваня (Иван Лукинский, 2003—2004)
- Мальчик Паша (Павел Лысенок, 2003—2004)
- Мальчик Саша (Александр Морозов, 2003—2004)
- Бабушка (Наталья Корчагина, 2006—2007)
- Тётя Динара (Диана Хабибуллина, 2006—2007)
- Дядя Юра (Лев Берая, 2006—2007)
- Коля (Александр Волков, 2006—2007)
- Тимофей (Анатолий Тимаков, 2006—2007)

### Приглашённые звёзды
Первой знаменитостью, появившейся на «Улице Сезам», был Джеймс Эрл Джонс. С той поры «Улица Сезам» постоянно приглашает звёзд кино и телевидения, знаменитых спортсменов, музыкантов и других известных людей. На сегодняшний день их число превысило 440. Из приглашённых знаменитостей в программе выступали: Изабель Леонард, Шарлиз Терон, Николь Кидман, Робин Уильямс, Джон Чо, Лена Хиди, Анна Кендрик, Зак Эфрон, Кейси Аффлек, Дэвид Бэкхем, Джозеф Гордон-Левитт, Ким Кэтролл, Наоми Уоттс, Марк Руффало, Опра Уинфри, Джуд Лоу, Джим Парсонс, Кунал Найяр, Адам Сэндлер, Эмма Стоун, Патрик Стюарт и многие другие. На «Улице Сезам» также побывали 4 первых леди США: Барбара Буш, Хиллари Клинтон, Лора Буш и Мишель Обама.
Кроме того, на «Улице Сезам» появляются и обычные люди различных профессий, например, судебный пристав или пожарный.

## Пародии

### Пародии «Улицы Сезам»
«Улица Сезам» известна своими пародиями с участием маппетов на известные фильмы и другие шоу. Обычно они сопровождаются обучающими элементами: например, в пародии на «Пиратов Карибского моря» детей учат различать формы и цвета. Среди других примеров:
- «Настоящая грязь» / «True Mud» — пародия на телесериал «Настоящая кровь» / «True Blood»
- «Life of Whoopie Pie» — пародия на фильм «Жизнь Пи» / «Life of Pi»
- «Печенье страны Оз» / Cookie of Oz — пародия на фильм «Волшебник страны Оз» / «Wizard of Oz»
- «Печенья Карибского моря» / «Cookies of the Caribbean» — пародия на серию фильмов «Пираты Карибского моря» / «Pirates of the Caribbean»
- «Шпион, который любил печенья» / «The Spy Who Loved Cookies» — пародия на «007»
- «Властелин крошек» / «Lord of the Crumbs» — пародия на серию фильмов «Властелин колец» / «Lord of the Rings»
- «Les Mousserables» — пародия на фильм-мюзикл «Отверженные» / «Les Miserables»

### Пародии на «Улицу Сезам»
Наиболее известной пародией на «Улицу Сезам» можно считать бродвейский мюзикл Avenue Q. Как и в оригинале, действие происходит на одной конкретно взятой улице, по имени которой и названо шоу. Населяют её как люди, так и куклы (маппеты). Шоу построено по тому же принципу, когда какая-либо обозреваемая тема раскрывается в формате песни, обращённой непосредственно к публике. Однако Avenue Q фокусируется на более взрослых, таких, как сексуальность, поиск цели в жизни, порнография, расизм или отрицательных чувствах вроде злорадства. Многие персонажи мюзикла являются довольно прозрачными пародиям на постоянных персонажей телепередачи. Более того, один из авторов шоу в прошлом проходил практику при Sesame Workshop, а четыре кукловода долгое время были постоянными кукловодами при телепередаче (одна из них, Стефани Д'Абруццо — даже вернулась после производства мюзикла обратно в штат).

## Трансляция вРоссии
Первоначально в СССР с подозрением относились к маппетам. «Улица Сезам», в частности, была осуждена в газете «Советская культура» в 1973 году как «последний пример культурного империализма Соединенных Штатов».
В том же году, однако, были очевидны небольшие успехи: девять советских педагогов посетили офисы и студии «Children’s Television Workshop» и «особенно обрадовались» роботу Сэму.
В 1974 году начальник управления дошкольного воспитания Министерства просвещения СССР Роза Курбатова съездила в США. Там она увидела «Улицу Сезам» и предложила выпускать аналогичную программу «АБВГДейка» на Центральном телевидении. Автором концепции, названия и сценариев первых десяти программ был Эдуард Успенский, он же предложил и первый состав клоунов-учеников (что являлось основным отличием передачи от «Улицы Сезам»).

Во время сотрудничества телеканала ТВ-6 с Turner Broadcasting System формат «Улицы Сезам» был предложен президенту компании Эдуарду Сагалаеву, но тот отказался от сотрудничества, поскольку каналу на этапе становления требовались готовые программы:
Мы же сами можем сделать детскую программу не хуже, чем «Сезам стрит», но для этого у нас нет времени, денег и сил. И да, я чувствовал себя папуасом, казалось, что мне пытаются всучить какие-то побрякушки.
В России «Улица Сезам» выходила с 22 октября 1996 по 31 декабря 2007 года на нескольких телеканалах. Русская версия включала в себя как оригинальные сюжеты с куклами и документальные сюжеты на познавательную тематику, так и переведённые сюжеты с персонажами из американской версии. В 1996—1997 годах передачу с российской стороны производило московское агентство «VideoArt», в 2000 году — ЗАО «ТВ-Экспорт», в 2003—2007 годах — кинокомпания «Дикси». Съёмки осуществлялись на киностудии им. Горького, затем на киностудии «Мосфильм». Программа производилась при финансовой поддержке правительства США и швейцарской компании Nestlé («Нестле»). На начальном периоде её выпуск также осуществлялся при участии Фонда Сороса и Агентства США по международному развитию.
Премьера русской версии программы состоялась на канале НТВ, где она циклично шла в 1996—1998, 2000—2002 и 2003—2004 годах. Первый цикл «Улицы Сезам» на НТВ выходил с 22 октября 1996 по 12 октября 1998 года по будням в вечернее, позже — в дневное время. 21 октября 1998 года у канала истекли права на показ передачи, которые он не стал продлевать.
Второй показ на НТВ шёл с 6 октября 2000 по 28 апреля 2002 года, изначально по пятницам днём и иногда в выходные дни утром, с 15 сентября 2001 года — только по выходным утром. В ноябре 2002 года программу планировали перенести с НТВ на телеканал ТВС, но по неизвестным причинам показ «Улицы Сезам» на шестом телеканале тогда не состоялся. Третий показ состоялся уже только на НТВ с 6 сентября 2003 по субботам утром.
С 5 сентября 1997 до 2 октября 1998 года русская версия программы выходила на канале ОРТ. Далее, с 14 января 1999 по 6 января 2000 года в эфире этого телеканала показывались только повторы уже показанных в эфире выпусков (о дате повтора свидетельствовал периодически отображавшийся текст в правом нижнем углу экрана).
С 11 сентября 1999 до 28 декабря 2003 года и с 3 сентября 2005 до 31 декабря 2007 года выходила на СТС по будням и выходным утром, затем только по выходным утром. Также на СТС повторялись старые выпуски. Показ программы на этот канал был перенесён по инициативе руководства передачи:

Детские передачи требуют приличных финансовых вложений, а большую отдачу от них не получишь… Для многих владельцев каналов телевидение, прежде всего — бизнес. Так и пришли к тому, что детские программы практически исчезли с экранов, и возник огромный дефицит умных, хороших программ. А канал СТС изначально был ориентирован на детскую и юношескую аудиторию. В выходные мы выстраиваем сетку вещания так, чтобы и родители могли отоспаться, и дети посмотрели свои любимые мультики и сериалы. Вот и получилось, что маленькие телезрители практически «живут» на восьмой «кнопке».

В создании шоу активно принимали участие не только американские, но и российские педагоги и психологи, специалисты по развитию ребёнка, которые позаботились о доступности и привлекательности программы для дошкольников и детей до 12 лет. При этом периодически передача в период существования в России вызывала противоречивые, в том числе и критические негативные отзывы зрителей.
Помимо показов по телевидению, в 1990-е и 2000-е годы лучшие сюжеты из «Улицы Сезам» в России были изданы на лицензионных VHS-кассетах, позднее на DVD-дисках дистрибьютором «Союз Видео».

## Результаты
Более 1000 исследований показали, что «Улица Сезам» помогает дошкольникам многих стран достичь более высоких результатов в образовании по сравнению с детьми, не смотрящими это шоу. Согласно исследованию, проведённому в 2013 году, разница в показателях составила 12 %. Таким образом, «Улица Сезам» помогает в обучении 156 миллионам детей в более чем 150 странах мира.

#### Грамотность и умение считать
- 4-летние дети из Бангладеш, смотрящие местную версию «Улицы Сезам», оказались на 67 % развитее по этим показателям, чем дети, которые не смотрят эту программу[73].
- Дети США, смотрящие «Улицу Сезам» в дошкольном возрасте, чаще достигали более высоких оценок в средней школе (на 16 %)[74].
- «Улица Сезам» ориентируется под потребности общества: так, Супер Гровер 2.0 был создан специально, чтобы пробудить интерес детей к естественным наукам и математике — областям, в которых американские студенты отстают[75].

#### Здоровье и душевное благополучие
- Просоциальное поведение: Дети, смотрящие эпизоды «Улицы Сезам» с просоциальным подтекстом, демонстрировали просоциальное поведение на 40 % выше, чем дети, которые их не смотрели. Не менее важно то, что показатели антиобщественного поведения уменьшились[76][77].
- Осведомлённость о болезнях и их профилактике: Дети из Южной Африки, смотрящие местную версию «Улицы Сезам», знают о ВИЧ/СПИДе в 4 раза больше, чем дети, не смотревшие эту программу[78][79]. Родители, просмотревшие специальные выпуски программы об этом заболевании («Поговори со мной»), говорили с детьми о СПИДе в 2 раза чаще других родителей[80]. Таким образом, влияние этих выпусков выходит за рамки дошкольного возраста, охватывая все возрастные группы[81]. В Нигерии местная версия «Улицы Сезам» создала Ками — ВИЧ-инфицированного маппета. Результат этого нововведения отразился незамедлительно: после просмотра выпусков с Ками 93 % детей понимают, что играть с ВИЧ-инфицированным ребёнком — это абсолютно нормально (прежде этот показатель составлял всего 38 %)[82]. В Танзании «Улица Сезам» достигла значительных успехов в информировании детей о малярии[83].
- Здоровая пища и основы гигиены: 98 % провайдеров по уходу за детьми утверждает, что дети США, которые смотрели выпуски «Улицы Сезам» о здоровой пище, улучшили или значительно улучшили свои пищевые привычки[78][84]; в Мексике этот показатель составил 68 %[85]. Дети стали есть больше овощей, злаков и нежирного молока (на 18 % в США[86]); родители и учителя также улучшили свой рацион в пример детям[87]. Исследования показали, что дети ели продукт на 31 % чаще, если узнавали, что он полезен для здоровья[88].

#### Уважение и понимание
- Равенство полов: Дети из Египта, смотрящие местную версию «Улицы Сезам», в 2 раза чаще демонстрировали знания в вопросе о половом равенстве[89].
- Международное сотрудничество: В некоторых местах мира, где существуют конфликт и разделение, «Улица Сезам» учит детей сотрудничеству и открытости. Пример этому — работа местных версий «Улицы Сезам» в Израиле и Палестине[90]. После просмотра местной версии «Улицы Сезам» дети из Палестины улучшили навыки сотрудничества на 18 %, деления обязанностей — почти на 15 % и помощи другим — почти на 11[89][91]. В Северной Ирландии дети, смотрящие «Улицу Сезам», показали большую готовность идти на компромисс; кроме того, маленькие зрители продемонстрировали более высокую заинтересованность в участии в межкультурных мероприятиях[92]. А дети, смотрящие программу на сербском и албанском языке, на 74 % чаще положительно воспринимают другие народы и культуры[93].
- После террористического акта 11 сентября 2001 года: «Улица Сезам» создала специальный эпизод о социальной изоляции. «Отвергать людей — неправильно»: эти знания дети были способны применить уже несколько недель после выпуска эпизода[89][94]. Также программа учила детей справляться с потерей близких, используя позитивные стратегии, вроде высказывания своих чувств или рисования людей, которых они потеряли[95].
- Отношения в семье: 82 % родителей признали, что после выпусков «Семьи, Оставайтесь Вместе» дети легче справлялись с финансовыми трудностями во время экономического кризиса[96]. 80 % родителей отметили положительное влияние выпусков «Обсуждай, Слушай, Включайся» в переживании детьми стрессовых ситуаций[97]. Также «Улица Сезам» помогла многим семьям справиться со смертью близких[98].

### Награды и номинации
На сегодняшний день «Улица Сезам» выиграла 118 премий «Эмми» — это больше, чем у какого-либо шоу за всю историю телевидения. Также сериал выиграл 9 премий «Awards».